# Агуљаска струја
Агуљаска струја (Иглена струја) је топла струја, која настаје од вода Мозамбичке и Источномадагаскарске струје на излазу из Мозамбичког канала. Креће се према југу и југозападу брзином од 8 километара на час, опкољавајући обале Јужноафричке Републике. Код Рта добре наде, прелази у Атлантски океан и храни воде Бенгулеске струје.